# Tangara cannelle
Schistochlamys ruficapillus
Espèce
Statut de conservation UICN

 LC  : Préoccupation mineure
Le Tangara cannelle (Schistochlamys ruficapillus) est une espèce de passereaux appartenant à la famille des Thraupidae.

## Répartition
On le trouve au Brésil, au Paraguay et en Argentine.

## Habitat
Il vit dans les forêts et les savanes sèches subtropicales ou tropicales et les anciennes forêts fortement dégradées.

## Sous-espèces
D'après Alan P. Peterson, il en existe 3 sous-espèces :
- Schistochlamys ruficapillus capistrata (Wied-Neuwied) 1821
- Schistochlamys ruficapillus ruficapillus (Vieillot) 1817
- Schistochlamys ruficapillus sicki Pinto & Camargo 1952